# Svenn Skipper
Svenn Skipper (født 22. april 1947 i Næstved, død 2. november 2021) var en dansk pianist, dirigent, komponist og arrangør.
Skipper blev uddannet fra Det Kongelige Danske Musikkonservatorium i 1977. Han har spillet med mange danske og udenlandske solister, ligesom han flere gange har været klaversolist med DR RadioUnderholdningsOrkestret. Fra 1970 virkede han som dirigent ved teateropsætninger og musicals på danske teatre, ligesom han har dirigeret alle landsdelsorkestrene.

## Privat
Den 15. juli 1984 blev han gift med skuespiller Ghita Nørby. I august 2011 blev det meddelt, at Ghita og Svenn skulle skilles fra hinanden.
I 2020 flyttede Skipper ind på et plejehjem på Frederiksberg, og i 2021 døde han efter et længere sygdomsforløb med Alzheimers. Skipper blev 74 år.